# Laurie Glimcher
Laurie Hollis Glimcher (Brookline, 1951 ) es una inmunóloga estadounidense. 

## Vida y obra
hija del médico de la Escuela de Medicina Harvard Melvin Glimcher (1925-2014), se graduó en el Radcliffe College (Universidad Harvard) en 1972 y recibió su título de médico en la Facultad de Medicina de Harvard en 1976. Realizó prácticas en el Hospital General de Massachusetts y en el Instituto Nacional de Alergias y Enfermedades Infecciosas (NIAID), perteneciente a los Institutos Nacionales de Salud (NIH).
En 1991 fue nombrada profesora de inmunología en la Escuela de Salud Pública de Harvard, donde también fue directora del Departamento de Ciencias Biológicas. Fue catedrática de medicina interna en la Escuela de Medicina Harvard . Posteriormente fue profesora y decana del Weill Cornell Medicine así como rectora de Asuntos Médicos de la Universidad Cornell. En 2016, fue propuesta como decana de la Escuela de Medicina de Harvard, pero decidió tomar el puesto de directora del Instituto de Cáncer Dana-Farber, nuevamente en Boston.  Conservó el puesto de profesora adjunta en la Universidad de Cornell.
Fue miembro del consejo de administración de Bristol-Myers Squibb y Waters Corporation. 
Contribuyó a la comprensión de la regulación transcripcional de la diferenciación de las células T. Descubrió los factores de transcripción T-bet y XBP-1. Estudia la activación de los osteoblastos y osteoclastos en el metabolismo óseo.
Promociona de las carreras de las mujeres, especialmente de las mujeres con hijos, en el campo médico y científico. Está casada en segundas nupcias con el bioquímico Gregory A. Petsko.

## Premios (selección)
- 1996 Miembro de la Academia Estadounidense de las Artes y las Ciencias
- Premio Stanley J. Korsmeyer 2001
- 2002 Miembro de la Academia Nacional de Ciencias
- Miembro de la Asociación Estadounidense para el Avance de la Ciencia en 2009
- Premio William B. Coley 2012
- Premio UNESCO-L'Oréal 2014
- Medalla George M. Kober 2017
- Miembro de la Sociedad Filosófica Americana 2019

## Publicaciones
- Glimcher, Laurie H. En: Andrea Kovacs Henderson (ed.) Hombres y mujeres de ciencia estadounidenses: un directorio biográfico de los líderes actuales en ciencias físicas, biológicas y relacionadas. banda 3, 26. Edición, 2009, p. 189. ( En línea. )
- Caitlin Sedwick: Laurie Glimcher: Fusionando la biología celular y la función inmune. En: La Revista de Biología Celular . 189, 2010, pág. 192, doi:10.1083/jcb.1892pi .
- Laurie H. Glimcher, entrevista realizada por Brien Williams, 6 de febrero de 2013, Proyecto de Historia Oral de la Asociación Estadounidense de Inmunólogos . ( PDF, 161 kB ).
- Adam Bryant: Doctor. Laurie Glimcher, sobre ponerlo todo en juego. En: The New York Times, 25 de octubre de 2014. ( En línea. )
- Ushma S. Neill: Una conversación con Laurie Glimcher. En: Revista de investigación clínica . Volumen 126, Número 7, julio de 2016, pág. 2392–2393, doi:10.1172/JCI88964, PMID 27367182, PMC 4922720  .